# Cassero di Porta di Sant'Angelo
Il Cassero di Porta di Sant'Angelo è una delle porte medievali delle mura di Perugia, situata nel rione di Sant'Angelo, al termine di corso Garibaldi, adiacente al tempio di Sant'Angelo. È visibile nel Gonfalone della Giustizia dipinto dal Perugino (1496-1498), conservato alla Galleria nazionale dell'Umbria.

## Storia e descrizione

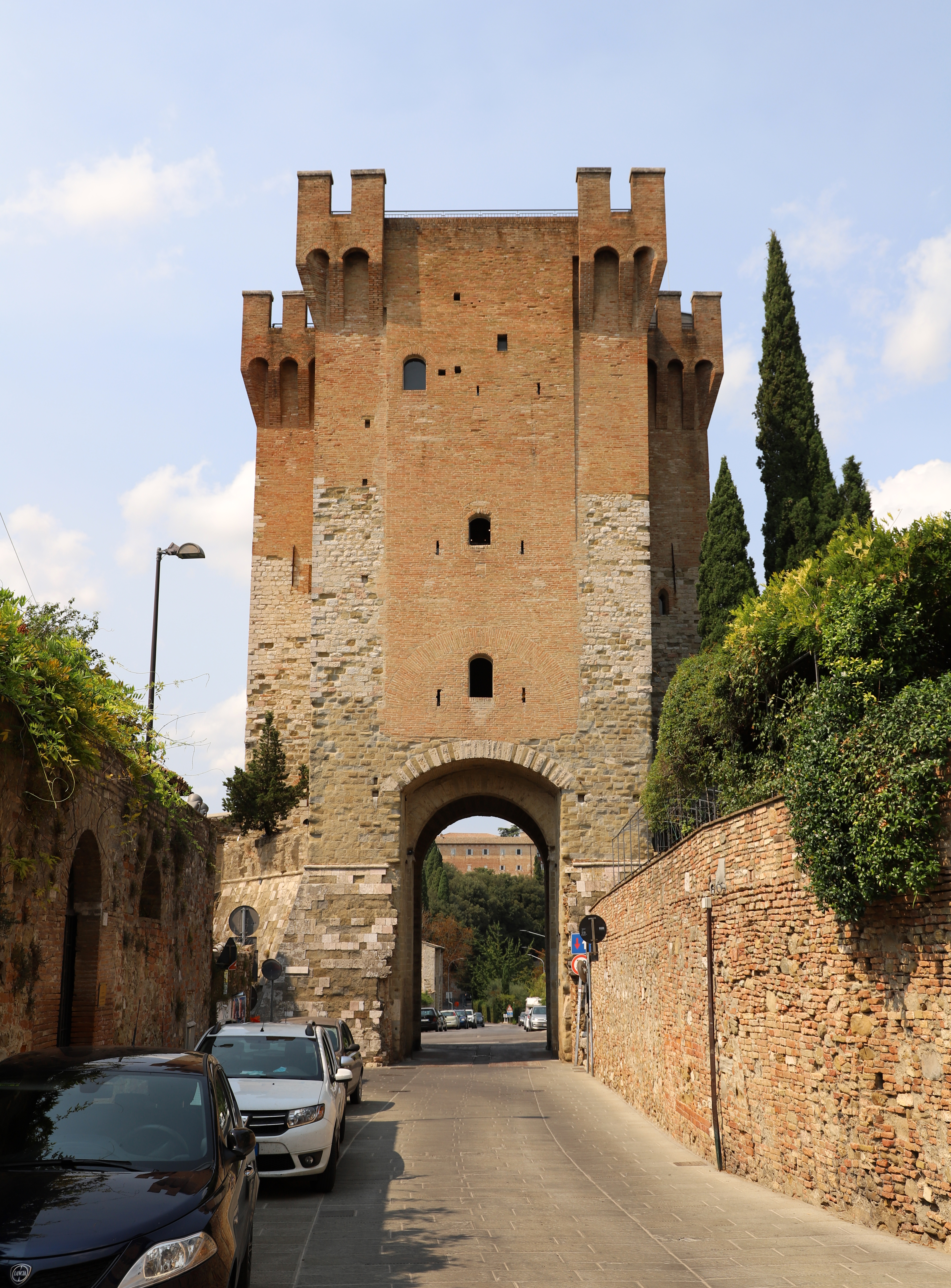
Il fronte posteriore

Il cassero fu realizzato nel 1325 da Lorenzo Maitani. Si notano bene i tre momenti della costruzione osservando i 
materiali impiegati: arenaria in basso, pietra calcarea al centro e laterizio in alto.
Si presenta come una fortificazione merlata inserita nella cinta urbica perugina del XIV secolo. Anticamente rappresentava un completamento della seconda cerchia delle mura, che si cominciarono a edificare nel 1321. L'opera ha subito varie modifiche nel corso dei secoli: realizzato nel 1325 da Lorenzo Maitani, venne successivamente ingrandito nel 1327 su commissione dell'Abate di Monmaggiore, adibendolo a caserma; dal 1416 al 1424, Braccio Fortebraccio vì compì nuovi restauri su disegno di Fioravante Fioravanti da Bologna; infine nel 1479 fu trasformata in fortino e munita di porta caditoia, botole e feritoie. Nelle vicinanze della porta, sino a tutto il XVIII secolo era visibile anche il Cassero di San Matteo, opera di Matteo Gattaponi.
Più che una porta, si tratta di una torre con funzione di vedetta:
(S. Siepi, 1822)
Fu restaurato nel 1930 dal Comune di Perugia, e nuovamente nel 1988. Attualmente è sede della mostra che anticipa la nascita del museo degli strumenti musicali, che ospita rari pezzi di rarità tra cui partiture originali di Carlo Dardocci (seconda metà del XVIII secolo) e Angelo Galimberti (seconda metà del XIX secolo), oltre a numerosi fortepiani a tavolo, flauti barocchi e ottocenteschi, liuti e chitarre del XIX secolo; la gestione è affidata all'Associazione Arte & Musica nelle terre del Perugino.

### Altre pubblicazioni
- Giovan Battista Rossi Scotti, Guida illustrata di Perugia, Perugia, Tipografia di G. Boncompagni e C., 1878.
- Alberto Grohmann, Le città nella storia d'Italia. Perugia, Bari, Laterza, 1981, ISBN 88-420-1877-5.
- Raffaele Rossi, Storia illustrata delle città dell'Umbria, Perugia, Milano, Elio Sellino Editore, 1993, ISBN 88-236-0051-0.
- Mauro Menichelli, Templum Perusiae. Il simbolismo delle porte e dei rioni di Perugia, Perugia, Futura, 2006.